# Kerstin Munski
Kerstin Meyer z d. Munski (ur. 1971 w Berlinie Wschodnim) – niemiecka kolarka BMX, brązowa medalistka mistrzostw świata.

## Kariera
Największy sukces w karierze Kerstin Munski osiągnęła w 1996 roku, kiedy zdobyła brązowy medal mistrzostw świata w kategorii elite podczas mistrzostw świata w Brighton. W zawodach tych uległa jedynie Australijce Natarshy Williams i Holenderce Nataschy Massop. Od 2008 roku ściga się w kategorii 17+, w której zdobyła trzy tytuły mistrzyni świata: dwa w 2009 roku i jeden w 2010 roku.